# Rock Economy
Rock Economy - Adriano Live è un evento musicale televisivo di Adriano Celentano svoltosi all'Arena di Verona l'8 e 9 ottobre 2012 che ha segnato il ritorno al live del cantante dopo 18 anni.
Il concerto è stato trasmesso anche in diretta su Canale 5. Il 9 dicembre 2013 Celentano ha montato uno speciale mix delle due serate, con contenuti inediti e parti di backstage, trasmesso su Canale 5. Lo speciale è stato nuovamente replicato il 13 dicembre 2014. Dopo quattro anni di pausa, lo speciale viene ritrasmesso con alcuni ritocchi di montaggio il 6 gennaio 2018 in occasione degli 80 anni di Adriano Celentano, sempre su Canale 5. La stessa rete ha trasmesso nuovamente l'evento il 13 aprile 2020.

## Lo spettacolo
Lo spettacolo era incentrato sulla musica. Rispetto agli spettacoli televisivi precedenti, questa volta Celentano ha deciso di dedicare maggior tempo alle canzoni rispetto a quello dedicato ai suoi monologhi, che comunque non sono mancati.
Durante i monologhi e i dibattiti con gli ospiti si è parlato per la maggior parte di economia e di ecologia.

## Canzoni
Prima serata

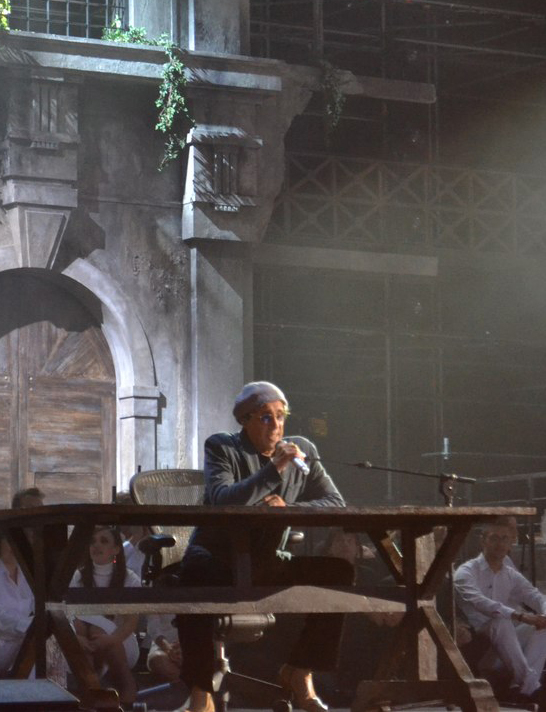
Adriano Celentano all'Arena di Verona la sera dell'8 ottobre 2012

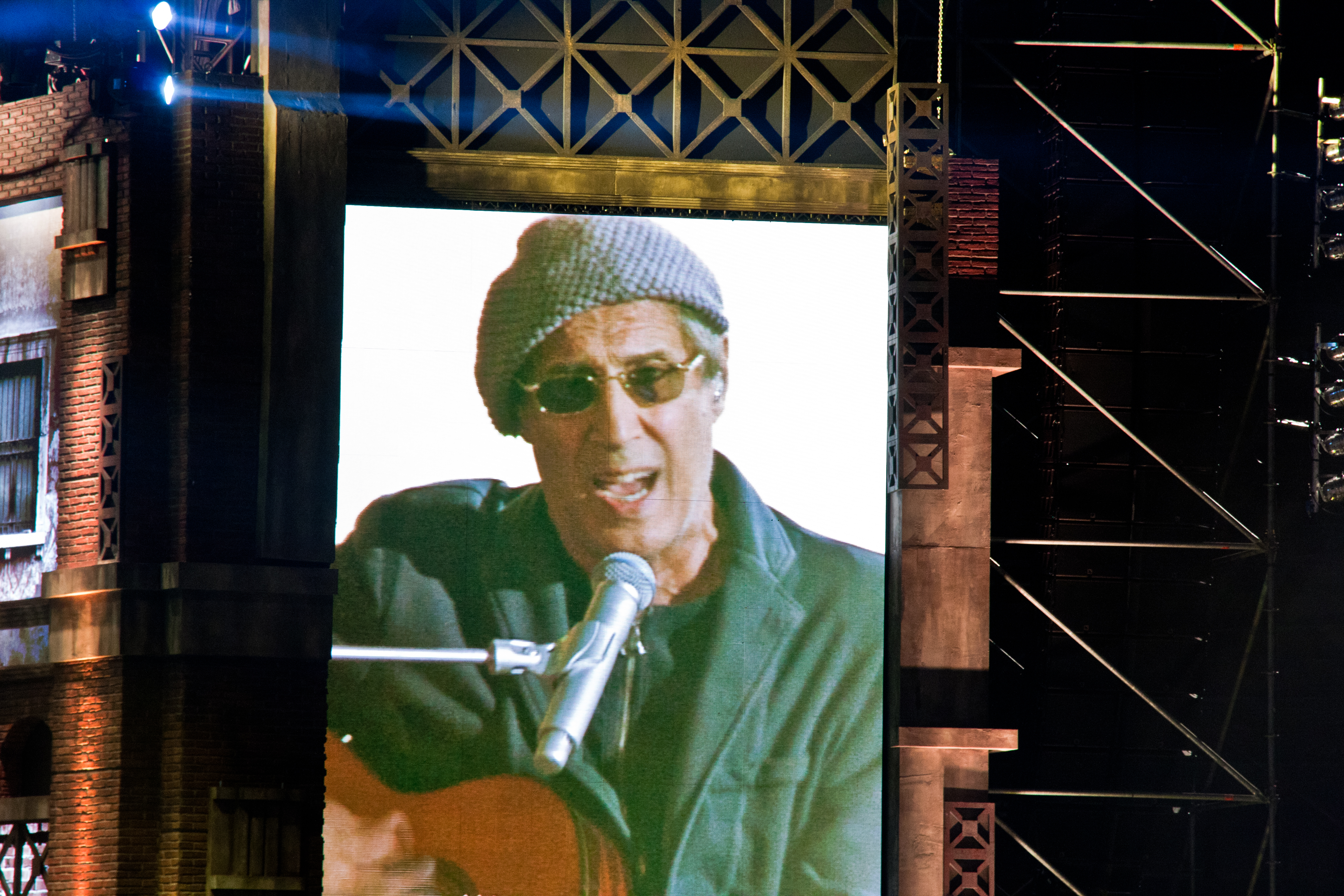
Adriano Celentano mentre canta Il ragazzo della via Gluck

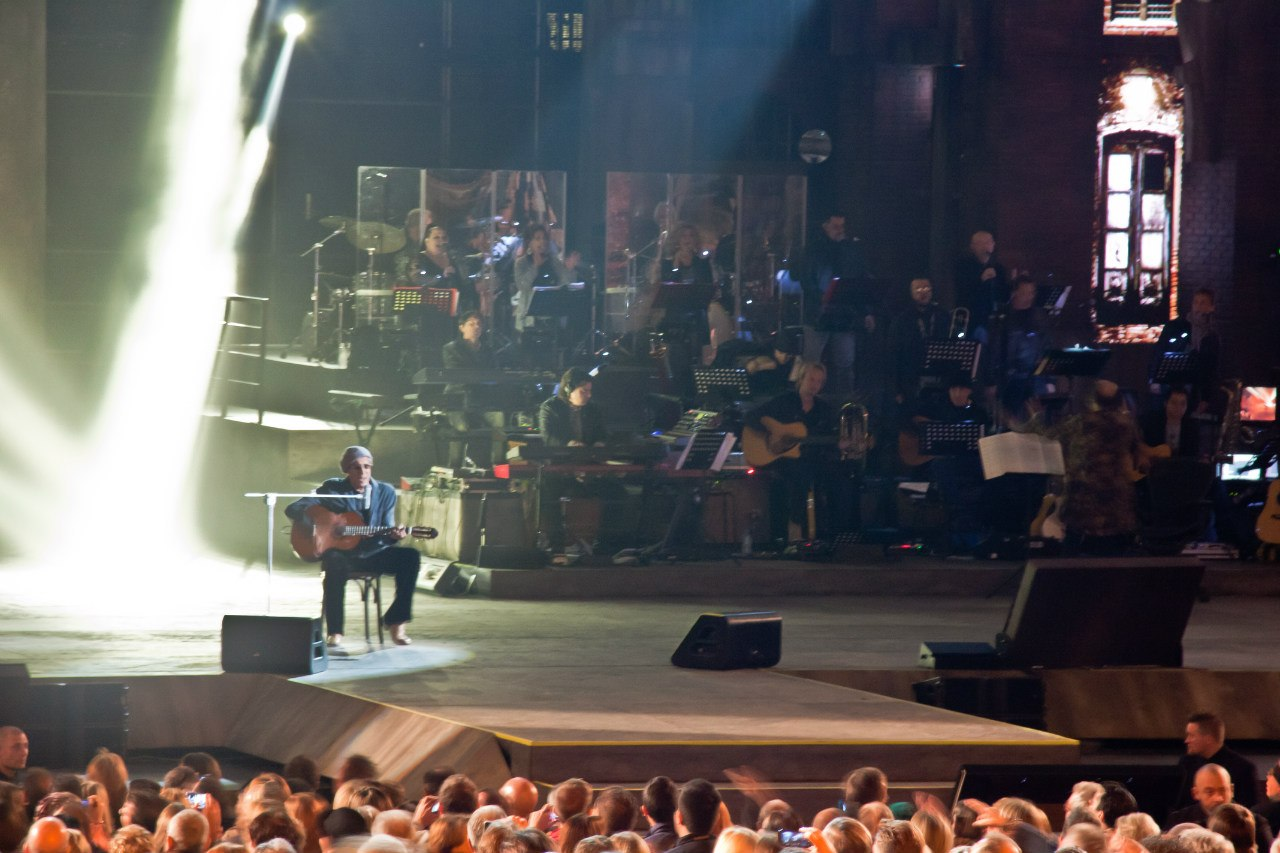
Adriano Celentano durante il concerto

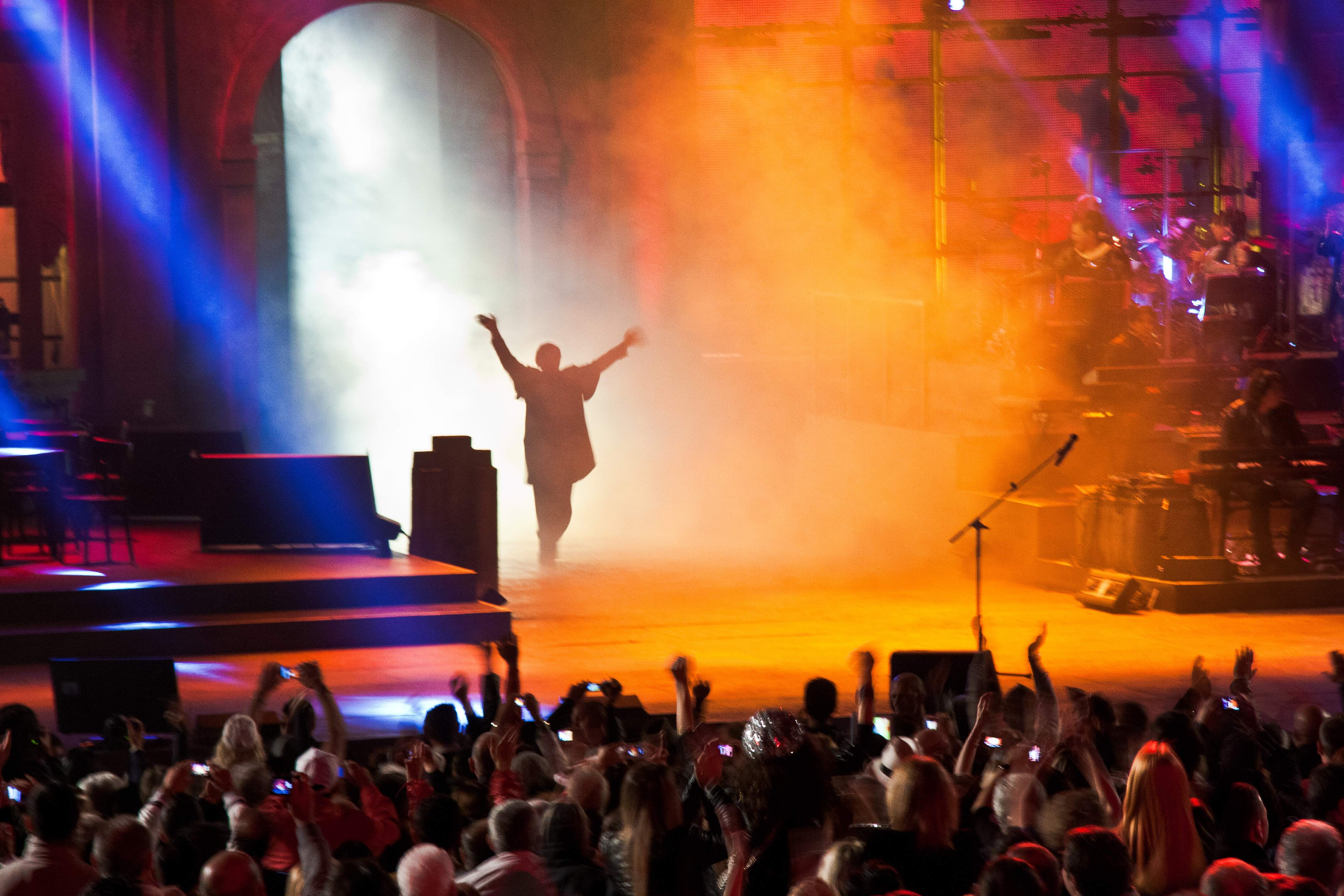
L'uscita di Adriano Celentano alla fine della seconda serata

Elenco delle canzoni della prima serata:
- Prima parte
  - Svalutation
  - Rip it up
  - Si è spento il sole
  - La cumbia di chi cambia
  - L'emozione non ha voce
  - Io sono un uomo libero
  - Pregherò
  - Ragazzo del Sud  (registrazione originale trasmessa durante la pausa TV)
- Seconda parte
  - L'artigiano
  - Cammino
  - Il ragazzo della via Gluck
  - Scende la pioggia feat. Gianni Morandi
  - La mezza luna feat. Gianni Morandi
  - Ti penso e cambia il mondo feat. Gianni Morandi
- Terza parte
  - Ready Teddy
  - A woman in love feat. Gianni Morandi
  - Prisencolinensinainciusol
  - Rock Around the Clock (non trasmessa da Canale 5)

Seconda serata
Elenco delle canzoni della seconda serata:
- Prima parte
  - Mondo in mi 7ª
  - Soli
  - L'arcobaleno
  - Storia d'amore
  - Medley: Si è spento il sole/Viola/Ringo
  - Il ragazzo della via Gluck
  - Ragazzo del Sud (registrazione originale trasmessa durante la pausa TV)
- Seconda parte
  - Yuppi Du (coreografia su registrazione originale)
  - Cammino
  - Straordinariamente
  - Pregherò
  - Un mondo d'amore feat. Gianni Morandi
  - Caruso cantata da Gianni Morandi
  - Sei rimasta sola feat. Gianni Morandi
  - Una carezza in un pugno
  - Ti penso e cambia il mondo feat. Gianni Morandi
- Terza parte
  - Azzurro (trasmessa parzialmente da Canale 5)
  - Anna parte
  - Ready Teddy
  - Prisencolinensinainciusol

## Ospiti
Durante la prima puntata erano presenti sul palco tre ospiti con i quali Celentano ha aperto un dibattito per parlare di economia:
- Jean-Paul Fitoussi: economista francese.
- Sergio Rizzo: giornalista e scrittore.
- Gian Antonio Stella: giornalista e scrittore.

Gianni Morandi ha cantato con Celentano durante entrambe le serate.

## Produzione
Il 13 giugno 2012 venne ufficialmente divulgata la notizia di un ritorno al live di Celentano per le date dell'8 e 9 ottobre dello stesso anno all'Arena di Verona. L'ultimo concerto dal vivo del cantante risaliva al 18 novembre 1994 al Forum di Assago (MI) (fatta eccezione per un breve concerto di beneficenza nel 1997). La notizia ha suscitato molta sorpresa tra il pubblico italiano, poiché nei giorni precedenti non erano minimamente circolate voci di un'intenzione di Adriano di tornare alle esibizioni dal vivo. Il 18 giugno 2012 Mediaset con un comunicato stampa ha annunciato che trasmetterà in diretta l'evento su Canale 5: lo stesso giorno viene anche annunciato Gianni Morandi come unico ospite musicale delle due serate. Il 3 luglio il direttore dei contenuti Mediaset Alessandro Salem ha rivelato che lo show avrebbe avuto 4 break pubblicitari a serata. I biglietti sono stati messi in vendita dall'11 luglio seguente: i posti disponibili erano in totale 22.000, circa 11.000 a serata: come iniziativa del Clan Celentano circa 6.000 posti a serata sono stati venduti al prezzo simbolico di 1 euro.

## Successo
Le stime di Publitalia del concerto prevedevano circa 7,5 milioni di spettatori per uno share del 27-28%. La prima serata dell'8 ottobre 2012 ha registrato quasi 9 milioni di telespettatori e quasi il 32% di share. Molto favorevoli furono le reazioni di gran parte della stampa italiana che elogiò in toto la serata, pur criticando tuttavia il breve dibattito inscenato da Celentano con l'economista Fitoussi. Immediate furono le congratulazioni di Gianmarco Mazzi, organizzatore dell'evento, e del vicepresidente Mediaset Pier Silvio Berlusconi. La seconda serata superò in ascolti la precedente, arrivando a sfondare il muro dei 9 milioni di spettatori.

## Ascolti TV
L'evento è andato in onda in prima serata su Canale 5 l'8 e il 9 ottobre 2012. 

### Diretta
| nº | Messa in onda  | Telespettatori | Share  |
| -- | -------------- | -------------- | ------ |
| 1  | 8 ottobre 2012 | 8.918.000      | 31,81% |
| 2  | 9 ottobre 2012 | 9.112.000      | 32,82% |
|    | Media          | 9.015.000      | 32,31% |

## Speciale "Rock Economy"
Nel 2013 Celentano ha montato uno speciale mix delle due serate della durata complessiva di 110 minuti: questo mix comprende contenuti inediti e parti di backstage sia del concerto che dell'ultimo album di Adriano. Lo speciale è stato trasmesso su Canale 5 il 9 dicembre 2013 in prima serata, ed è stato nuovamente replicato sabato 13 dicembre 2014.
Dopo quattro anni di pausa, lo speciale viene ritrasmesso il 6 gennaio 2018 in occasione degli 80 anni di Adriano Celentano, sempre su Canale 5. Dopo altri due anni pausa lo speciale è stato ritrasmesso il 13 aprile 2020 sempre su Canale 5.
| Canale   | Messa in onda    | Telespettatori | Share  |
| -------- | ---------------- | -------------- | ------ |
| Canale 5 | 9 dicembre 2013  | 5.290.000      | 19,83% |
| Canale 5 | 13 dicembre 2014 | 3.931.000      | 16,37% |
| Canale 5 | 6 gennaio 2018   | 3.401.000      | 14,60% |
| Canale 5 | 13 aprile 2020   | 2.223.000      | 8,5%   |

## CD e DVD
Il 4 dicembre 2012, il Clan Celentano, in collaborazione con la Universal Music, ha pubblicato un doppio CD e un DVD tratti dalle due serate all'Arena di Verona, intitolati Adriano Live. Il DVD, pubblicato con copertina cartonata, è stato reso disponibile sia nei negozi, sia nelle edicole, in allegato al Corriere della Sera . Esso contiene 22 brani tratti dal live e un libretto di 60 pagine, contenente immagini scattate durante i concerti e alcuni articoli curati da Mariuccia Ciotta. Il DVD è stato montato dallo stesso Adriano Celentano assieme a Pino Pischetola, ed è un mix delle due serate, ridotte a 110 minuti di durata. È stato presentato e visionato in anteprima il 30 novembre 2012, presso il Teatro Ristori di Verona, in occasione della consegna delle chiavi della città a Celentano, da parte del sindaco Flavio Tosi. Il doppio CD, disponibile solo nei negozi e anch'esso con copertina cartonata, contiene:
- un CD Live contenente 17 brani tratti dalle due serate (gli stessi del DVD tranne Rip it up, Yuppi du, Scende la pioggia, Straordinariamente e Caruso);
- un CD Best contenente nove tra i brani più rappresentativi della discografia recente di Celentano;
- un libretto di 60 pagine contenente immagini scattate durante i concerti (per la maggior parte contenute anche nel libretto del DVD) e "L'alfabeto di Adriano". 10 delle 60 pagine del libretto sono dedicate al CD Best e contengono, oltre ad alcune immagini, i testi di tre canzoni del CD (Solo da un quarto d'ora, Quel casinha e Io sono un uomo libero).